# Pendino
Pendino es un barrio de Nápoles, Italia, comprendido en el segundo municipio de la ciudad, junto con los barrios de Avvocata, Montecalvario, Mercato, San Giuseppe y Porto. El barrio limita con Porto, Mercato, San Lorenzo y San Giuseppe.

## Historia
El barrio tiene orígenes antiguos: ya en la época griega estaba incluido en las murallas, como testimonian los restos de las murallas griegas en la Piazza Vincenzo Calenda.
Testimonio de la época romana es el complejo termal en el Vico dei Mannesi, descubierto después de que los bombardeos de 1943 destruyeran la iglesia preexistente.
En la Edad Media fue lugar de la decapitación de Conradino de Suabia, sucedida el 29 de octubre de 1268 en la Piazza del Mercato, en el siglo XVII fue el lugar desde donde partió la revuelta de Masaniello. En el siglo XX fue dañado gravemente por los bombardeos aliados y reconstruido posteriormente.

## Monumentos y lugares de interés
Desde la Piazza Nicola Amore, llamada de los quattro palazzi ("cuatro palacios") por los cuatro edificios gemelos que la forman, de gusto más refinado respecto a otros episodios del risanamento, si se toma la Via Duomo hacia el mar, se pasa al lado de la iglesia de San Giovanni a Mare, destacable ya en el siglo XII y restaurada en 1878, y a la iglesia de Sant'Eligio, del siglo XIII.
Superado el arco del reloj, del siglo XV, se llega a la Piazza del Mercato, lugar donde se desarrollaron importantes eventos históricos (la ejecución de Conradino de Suabia, la revuelta de Masaniello, el martirio de los héroes de la República Napolitana de 1799...), cuya forma actual fue proyectada a finales del siglo XVIII por Francesco Securo con foco en la iglesia di Santa Croce al Mercato. Desde allí se puede alcanzar la iglesia del Carmine, donde se conservan el Cristo milagroso y la tavola della Madonna della Bruna. En el lado izquierdo están los restos de los arcos del claustro, cortados por la Via Marina, y, por tanto aislados, la Porta del Carmine y la Torre della Spinella, único testimonio del castillo demolido en 1906. De nuevo en el Corso Umberto, por la Vía del Lavinaio se llega a la iglesia dell’Annunziata, reconstruida por Luigi y Carlo Vanvitelli (1760-1782) a la cual se accede desde el callejón posterior. A la izquierda la iglesia de Sant’Agostino della Zecca, fundada por los ermitaños en el siglo XIV, de Bartolomeo Picchiatti (1641-1697).
Pendino es uno de los barrios más ricos de arquitectura histórica y aquí se listan los edificios más importantes:
- Basilica della Santissima Annunziata Maggiore
- Basílica santuario di Santa Maria del Carmine Maggiore
- Chiesa di Santa Croce e Purgatorio al Mercato
- Chiesa di Sant'Eligio Maggiore
- Chiesa di San Giorgio Maggiore
- Chiesa di San Severo al Pendino
- Chiesa di Sant'Agrippino a Forcella
- Chiesa di San Giovanni a Mare
- Complesso del Carminiello al Mercato
- Piazza Mercato
- Chiesa dell'Immacolata Concezione e San Gioacchino
- Chiesa di Sant'Alessio
- Chiesa di Santa Maria dell'Arco in via Soprammuro
- Chiesa di Santa Maria delle Grazie all'Orto del Conte
- Chiesa di Santa Maria di Piedigrotta al Lavinaio
- Chiesa di San Matteo Maggiore al Lavinaio
- Fuentes-obeliscos (en la Piazza Mercato, una en el lado oeste y la otra en el lado este)

## Transporte
|  | El barrio es servido por la salida del Corso Malta de la Circunvalación, que es la más cercana. |
|  | El barrio es servido por la estación de Piazza Garibaldi de la Línea 2, y por la estación de Garibaldi de la Línea 1. |
|  | Las arterias principales del barrio son muchas: Corso Umberto I, Via Duomo, Via Soprammuro (en napolitano ncopp' ê mmura, "sobre las murallas") y Corso Garibaldi. Además se compone de un extenso laberinto de callejones que todos forman parte en su mayoría de Forcella y del decumano mayor, y de muchas plazas monumentales: Piazza del Mercato, Piazza Nicola Amore (conocida como 'e quatto palazze, "los cuatro palacios"), Piazza del Carmine y Piazza del Grande Archivio. |
|  | Atraviesan el barrio autobuses tanto urbanos como extraurbanos. |